# Wangjiazhuang (köping i Kina, Hebei)
Wangjiazhuang (kinesiska: 汪家庄镇, 汪家庄) är en köping i Kina. Den ligger i provinsen Hebei, i den norra delen av landet, omkring 130 kilometer nordost om huvudstaden Peking. Antalet invånare är 8 965. Befolkningen består av 4 381 kvinnor och 4 584 män. Barn under 15 år utgör 10,0 %, vuxna 15-64 år 76 %, och äldre över 65 år 13,0 %.
Genomsnittlig årsnederbörd är 880 millimeter. Den regnigaste månaden är juli, med i genomsnitt 246 mm nederbörd, och den torraste är januari, med 2 mm nederbörd.